# Đỗ Văn Yên
Đỗ Văn Yên (sinh năm 1968) là sĩ quan cấp cao của Quân đội nhân dân Việt Nam, hàm Chuẩn đô đốc, hiện là Chủ nhiệm ủy ban kiểm tra Đảng ủy Quân chủng Hải quân, Phó Chính ủy Quân chủng Hải quân. Ông là Đại biểu Quốc hội Việt Nam khóa XV.

## Tiểu sử
Đỗ Văn Yên sinh năm 1968 tại huyện Hải Hậu, tỉnh Nam Định.